# Sami Bouajila
Sami Bouajila (ur. 12 maja 1966 w Grenoble) – francuski aktor filmowy, teatralny i telewizyjny pochodzenia tunezyjskiego. Występuje z powodzeniem zarówno w kinie francuskim, jak i północnoafrykańskim. 

## Życiorys
Jego dziadek był Berberem z libijskiego Trypolisu, a ojciec wyemigrował z Tunezji do Francji w 1956. Bouajila wychował się na przedmieściach Grenoble. Studiował tam również aktorstwo w Conservatoire de Grenoble.
Laureat Cezara dla najlepszego aktora i nagrody aktorskiej w sekcji „Horyzonty” na 76. MFF w Wenecji za kreację Faresa Bena Youssefa w tunezyjskim dramacie Syn (Bik Eneich: Un fils, 2019), zbiorowej nagrody dla najlepszego aktora na 59. MFF w Cannes za rolę w algierskim filmie wojennym Dni chwały (2006) w reżyserii Rachida Bouchareba. Zdobywca Cezara dla najlepszego aktora w roli drugoplanowej za rolę w Świadkach (2007) André Téchiné.